# 오시오에촌
오시오에촌・고시오에촌(小塩江村)은 후쿠시마현 이시카와군에 일찍이 존재했던 촌이다.

## 지리
- 현재의 스카가와시 북동부에 해당한다.
- 아부쿠마강 동쪽 기슭에 위치해 있다.

## 역사
- 1889년 4월 1일 - 정촌제 시행에 의해, 4촌이 합병해 이시카와군 오시오에촌이 성립하였다.
- 1954년 3월 31일 - 하마다 촌, 니시부쿠로 촌, 이나다 촌과 합병해 스카가와시가 성립하여, 동일 오시오에촌이 폐지되었다.

## 인구
| 1889년 | 2,640 |
| 1920년 | 3,274 |
| 1947년 | 5,019 |

## 교통

### 철도
- 일본국유철도
  - 도호쿠 본선

## 참고문헌
- 角川日本地名大辞典編纂委員会『角川日本地名大辞典 7 福島県』、角川書店、1981年 ISBN 4040010701
- 日本加除出版株式会社編集部『全国市町村名変遷総覧』、日本加除出版、2006年、ISBN 4817813180